# Guaviare (fiume)
Il Guaviare è un fiume che scorre in Colombia. Con i suoi 1.497 km è il più lungo affluente dell'Orinoco. È generalmente considerato il confine fra la regione geografica del Llanos e la foresta amazzonica. Il suo principale affluente è il fiume Inírida.

## Geografia
Il Guaviare nasce dalla confluenza dei fiumi Guayabero e Ariari, che a loro volta hanno la loro sorgente nella Cordillera Oriental. Scorre da ovest verso est, lungo il confine meridionale del dipartimento di Meta e di Vichada, per sfociare infine nell'Orinoco, di fronte alla città San Fernando de Atabapo, al confine col Venezuela. Dei suoi 1.497 km, 630 sono navigabili. Lungo il suo percorso forma le cascate di Angostura.
Le acque del Guaviare hanno un caratteristico color caffellatte e consentono il transito di piccole imbarcazioni su cui vengono trasportate la maggior parte delle merci. Un moderno ponte attraversa il fiume a San José del Guaviare, capitale del dipartimento di Guaviare. Vicino alla città di El Coco, riceve da destra le acque nere, ma pulite, del fiume Inírida, suo principale affluente.
Il Guaviare è un fiume con acque abbondanti, infatti la sua portata media è stimata in 8.200 m³/s al secondo. L'area del suo bacino è di 140.000 km².

## Storia
Le popolazioni originali che hanno abitano il bacino del Guaviare, sono stati gli amerindi delle etnie guayabero, tinigua, sikuani, nukak, piapoco e puinave. Entro la fine del XIX secolo gli insediamenti nei pressi del fiume sono aumentati, per soddisfare la domanda di raccolta della gomma, ma solo verso il 1960 è iniziata una vera e propria colonizzazione agricola e del bestiame. Gli insediamenti sono poi cresciuti in numero e popolazione fino al 1980, a seguito di un aumento delle coltivazioni illegali di coca.

## Economia
Per anni il fiume è stato circondato dalla foresta pluviale, ma l'introduzione del bestiame ha ridotto le foreste e ampliato le savane. Lungo le sue rive sono coltivati tutti i tipi di prodotti tropicali, tra cui il principale è il cacao. Il fiume è particolarmente ricco di pesce.